# Мильниковська сільська рада
Ми́льниковська сільська рада (рос. Мыльниковский сельский совет) — сільське поселення у складі Шадрінського району Курганської області Росії.
Адміністративний центр та єдиний населений пункт — село Мильниково.
Населення сільського поселення становить 607 осіб (2017; 631 у 2010, 658 у 2002).

## Склад
До складу сільського поселення входять:
| Населений пункт  | Населення, осіб (2002) | Населення, осіб (2010) | Населення, осіб (2017) |
| ---------------- | ---------------------- | ---------------------- | ---------------------- |
| Коврига, селище  | 0                      | -                      | -                      |
| Мильниково, село | 658                    | 631                    | 607                    |